# Henry Schallehn
John Henry Frederick Schallehn (eigentlich Heinrich Schallehn; * 4. September 1815 in Mecklenburg-Strelitz, Preußen; † 27. Juli 1891 in London) war ein deutscher Musiker, Kapellmeister, Komponist und Musiklehrer in England und Kanada.

## Leben
Heinrich Schallehn war Musiker und Kapellmeister der Königlichen Preußischen Armee. Er wanderte von Preußen nach England aus und war von 1845 bis 1857 Militärkapellmeister beim Regiment der 17th Lancers in London.
Er komponierte mehrere Musikstücke, vorwiegend Militär- und Marschmusik, die 1848 im Verlag A. & S. Nordheimer in Toronto und Verlag Adam Stodart in New York veröffentlicht wurden. Von 1849 bis 1850 trat er auf Konzerten der Toronto Philharmonic Society als Dirigent, Konzertmeister, Klavierbegleiter sowie als Violine- und Klarinettesolist bei der Toronto Symphony Orchestra in Toronto und Hamilton auf. Ab dem Jahr 1850 unterrichtete er als Gesangslehrer am Upper Canada College und war Kapellmeister beim 71st (Highland) Regiment of Foot in Fort York in Toronto.
1854 veröffentlichte er in London die Komposition The Christmas tree quadrille. Composed on old songs for young singers. In den Jahren 1854–1855 war er Dirigent im Crystal Palace. Sein Assistent war ab Anfang Mai 1854 August Manns, der nach Schallehns Entlassung 1855 sein Nachfolger wurde. Am 3. März 1857 wurde er erster Musikdirektor im Kneller Hall der neu gegründeten Royal Military School of Music (RMSM) im Stadtteil London Borough of Richmond upon Thames.

## Trivia
Der ältere Bruder Theodore Schallehn (1812–1896) war ein Pianist und Komponist in Saratoga Springs. Er veröffentlichte in New York und Toronto folgende Musikstücke: The lilla polka (1850), The Amy polka (1850), The fatherland waltzes (1851), Niagara polka (1853), Verbena schottisch (1854), The ringlet schottisch (1854), International quickstep (1855),  Belmont polka (1855), The Song of Hiawatha schottisch (1856), Forget-me-not schottisch (1856). Der Bruder Ferdinand Schallehn war ein Violinist.

## Kompositionen 1848 (Auswahl)
- Cathcart polkas
- Scotch Fusilier’s guards polka
- The Assembly Waltzes
- Ontario Quickstep March
- Assembly Galop
- The Osborne House polka
- The Marien polka
- The Rifle Brigade quadrilles
- The Christmas tree quadrille (1854)[6]